# KGV Mn 1–3
Die Fahrzeuge KGV Mn 1–3 waren zweiachsige Dieseltriebwagen für Schmalspurbahnen in bosnischer Spurweite, die im Schmalspurnetz Kecskemét („Kecskeméti Gazdasági Vasút“, KGV) eingesetzt wurden. Triebwagen Mn 3, der spätere Dmot 953, steht heute noch bei der Széchenyi-Museumsbahn in Nagycenk betriebsfähig im Einsatz.

## Geschichte
Die Motortriebwagen entstanden als Gepäcktriebwagen für den Expressgutverkehr auf der Schmalspurbahn im Jahr 1935, als zwei der Fahrzeuge von Ganz & Co. gebaut wurden. Ein dritter Triebwagen wurde 1940 nachgeliefert.

### MÁV-Baureihe Dmot 950
Mit der Übernahme des der Stadt Kecskemét bis 1949 gehörenden Netzes durch die MÁV wurde 1951 die Bezeichnung in Dmot 951–953 geändert. Die Fahrzeuge versahen ihren Dienst bis 1970 auf dem Schmalspurnetz Kecskemét. Nach Beendigung des Dienstes wurden die Dmot 951 und Dmot 952 ausgemustert, der Dmot 953 wurde 1971 an die Széchenyi-Museumsbahn, welche heute von der GySEV betrieben wird, weitergegeben. Hier war der Triebwagen am Lokschuppen der Museumsbahn in Fertőboz abgestellt. Zwischen 2019 und 2020 wurde er überholt und im Herbst 2020 mit der UIC-Nummer 411 953-6 wieder in Betrieb genommen.

## Technik
Die Fahrzeuge entsprachen technisch den zu dieser Zeit von Ganz hergestellten dieselmechanischen Triebwagen, vor allem den 1928 gebauten LÁEV A 02 601 und A 02 602. 
Die Fahrzeuge besitzt ein Fahrwerk aus Stahlprofilen sowie einen genieteten Wagenkasten in Stahlbauweise, welcher seitlich mit einer großen Ladetür ausgestattet ist. Der Reihensechszylinder-Dieselmotor vom Typ VI JaR 135 ist mittig unter dem Wagenboden aufgehängt und ragt in den Gepäckraum. An den Stirnseiten ist der Kühler auf dem Dach angebracht. Die Motorleistung von 120 PS bei 1.300/min entspricht dem der MÁV-Baureihe De 495, die Kraftübertragung ist mechanisch und erfolgt mit einem pneumatisch geschalteten Viergang-Getriebe und ein Wendegetriebe auf beide Achsen. Die Zahnräder des Getriebes stehen ständig im Eingriff.